# Marit van Ede
Marit Jaëlle van Ede (* 26. Dezember 2001 in Nieuwegein) ist eine niederländische Handballspielerin auf der Position Rückraum Mitte. Auch als Beachhandballspielerin spielt sie sowohl in der zentralen Defensive, als auch alternativ als Kreisläuferin, Rechtsaußen oder Specialist in der Offensive.

## Hallenhandball
Marit van Ede begann in ihrer Geburtsstadt Nieuwegein mit dem Handballspielen. Im Alter von zehn Jahren wechselte sie zum Verein FIQAS Aalsmeer, 2018 zum Erstligisten Vlug en Lenig (V&L) in Geleen, wo sie unter anderem mit ihrer Beachhandball-Nationalmannschaftskollegin Marit Crajé zusammen spielt. 2019 wurde sie mit der Mannschaft Fünfte in der Zehnerliga, 2020 wurde die Saison aufgrund der COVID-19-Pandemie vorzeitig abgebrochen, Vlug en Lenig waren als Siebte der regulären Spielzeit in der Abstiegsrunde, wo sie nach der Hälfte der Spiele den ersten Platz einnahmen.

## Beachhandball

### Juniorinnenbereich
Ihre bislang größeren Erfolge erreichte van Ede im Beachhandball, wo sie 2017 am Jarun-See bei Zagreb erstmals an Beachhandball-Junioreneuropameisterschaften (U 17) teilnahm. In der Vorrunde gelangen gegen die Ukraine, Rumänien, Polen und Deutschland klare Zweisatzsiege, nur beim letzten Spiel gegen den Mitfavoriten Ungarn gewannen die Niederländerinnen erst im Shootout. In den beiden letzten Spielen der Gruppenphase gegen Deutschland und Ungarn spielte sie auch sehr offensiv und war mit acht beziehungsweise zehn erzielten Punkten jeweils zweitbeste niederländische Werferin. Als unbesiegte Gruppenerste gingen die Niederländerinnen in die K.-o.-Spiele. Auch das Viertelfinalspiel gegen Litauen wurde klar gewonnen, van Ede musste nach zwei Zeitstrafen den Platz jedoch vorzeitig verlassen. Im Halbfinalspiel gegen Deutschland, das im Shootout gewonnen wurde, war van Ede die überragende niederländische Spielerin. Mit 18 Punkten erzielte sie mit deutlichem Abstand die meisten Punkte, die zweitbeste Werferin Jessie van de Ruit erzielte drei Punkte, die komplette übrige niederländische Mannschaft gemeinsam 12. Das Finale gegen die Auswahl Portugals wurde in zwei hart umkämpften Durchgängen gewonnen und die Niederländerinnen gewannen den Titel. Mit elf Treffern war van Ede erneut beste Werferin.
Im Monat darauf gehörte van Ede zur niederländischen Auswahl, die an den erstmals ausgetragenen U-17-Weltmeisterschaften in Flic-en-Flac auf Mauritius teilnahm. Nach einem deutlichen Sieg über Taiwan in ihrer Vorrundengruppe waren sie als erste der Gruppe für die Hauptrunde qualifiziert, da die beiden anderen Gruppengegnerinnen aus Brasilien und Togo ihre Mannschaften zurückgezogen hatten. In der Hauptrundengruppe wurden mit Kroatien, Argentinien und Ungarn drei Weltklasse-Nachwuchsmannschaften besiegt, wenngleich Argentinien und Ungarn erst im Shootout. Verlustpunktfrei gingen die Niederländerinnen in die K.-o.-Spiele. Nach einem Sieg im Viertelfinale über Thailand wurde im Halbfinale Argentinien besiegt. Erst im Finale musste van Ede mit ihrer Mannschaft die erste Niederlage des Turniers hinnehmen, sie unterlagen Ungarn im Shootout.
Die U-18-Junioreneuropameisterschaften 2018 in Ulcinj, Montenegro, verliefen ähnlich der Weltmeisterschaft im Vorjahr. Nach klaren Siegen über die Ukraine, die Gastgeberinnen aus Montenegro sowie Litauen standen die Niederländerinnen als Gruppenerste in der K.-o.-Runde. Gegen die Ukraine war van Ede mit neun Punkten zweitbeste Werferin ihres Teams nach Lynn Klesser, gegen Litauen erzielte sie mit 17 Punkten gar die Hälfte aller Punkte ihrer Mannschaft. Im Viertelfinale wurde mit Kroatien ein starkes Team ausgeschaltet, van Ede durfte das Spiel nach zwei Zeitstrafen allerdings nicht beenden. Im Halbfinale gewannen die Niederländerinnen gegen Deutschland in zwei Sätzen und standen damit erneut im Finale. Van Ede war neben Nyah Metz mit zehn Punkten zweitbeste Werferin nach Lynn Klesser. Wie schon bei den Weltmeisterschaften im Jahr zuvor unterlagen die Niederlande erst im Finale und erneut der Mannschaft aus Ungarn. Neben Klasser war van Ende mit acht Punkten beste Werferin der Oranjes. Ein persönlicher Erfolg war die Wahl zur besten Spielerin des Turniers.

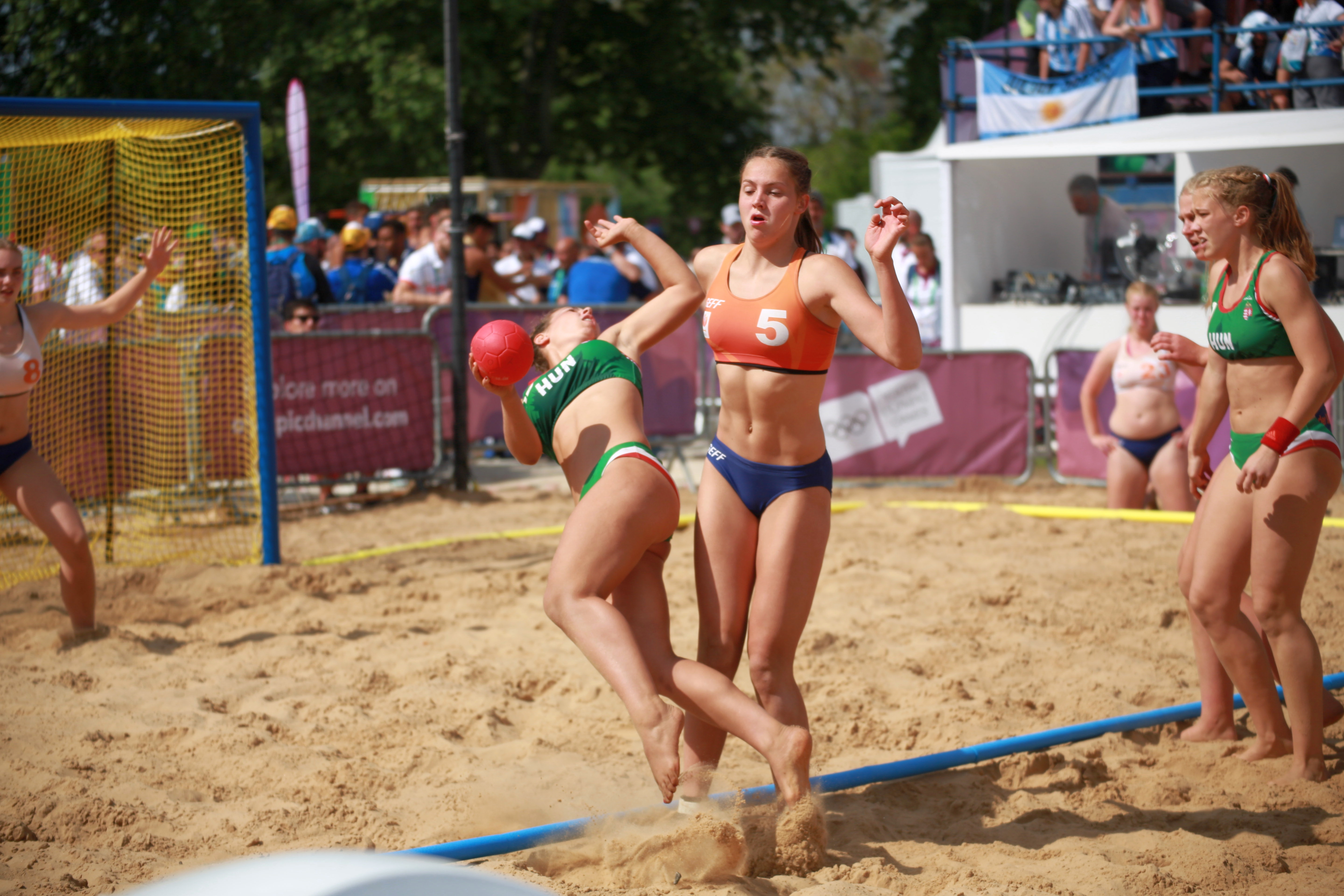
Van Ede verteidigt gegen Dorottya Gajdos; Rebeka Benzsay (rechts) sieht zu

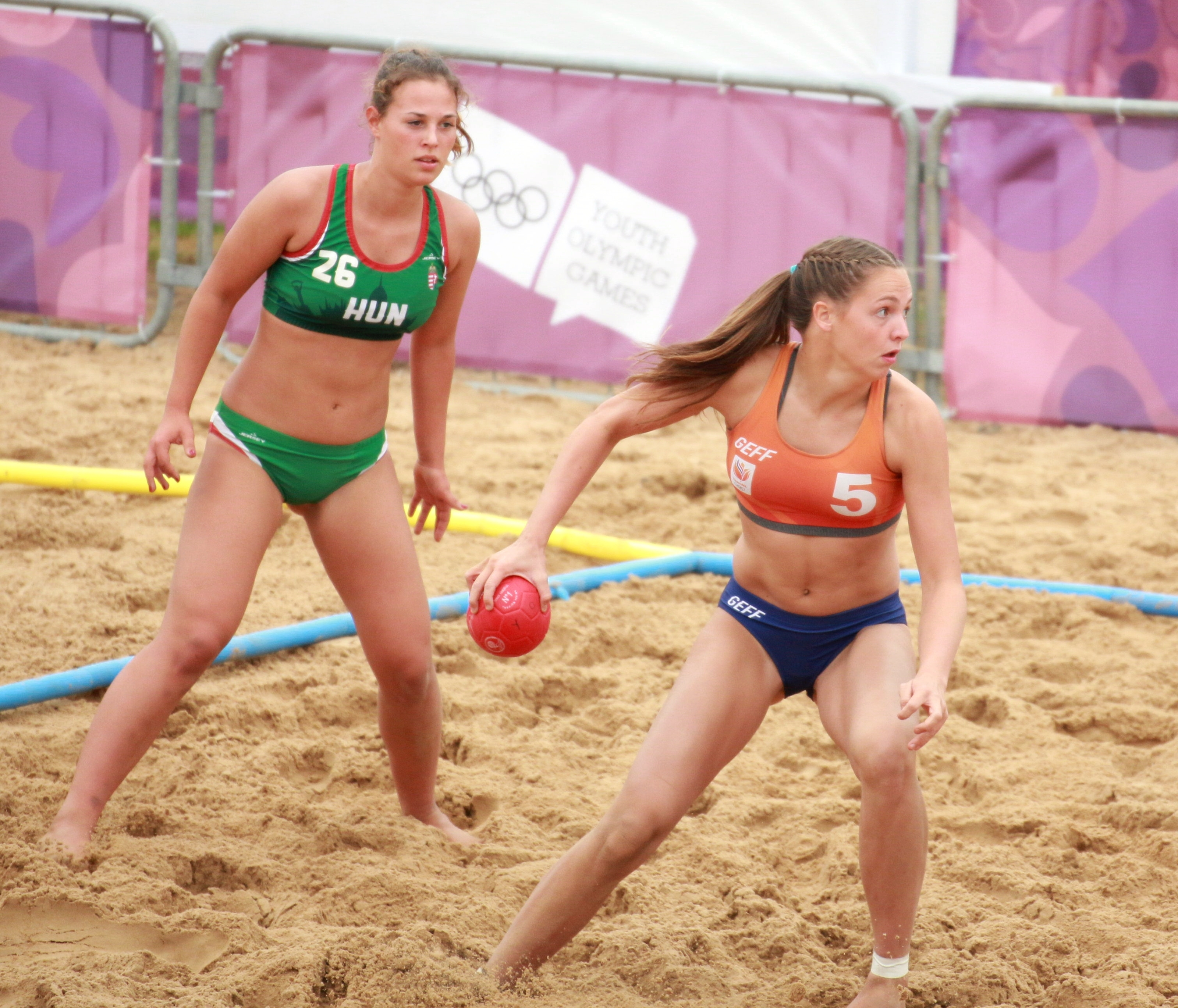
Van Ede (mit Ball) im Hauptrundenspiel gegen Ungarn; im Hintergrund Dorottya Gajdos

Zum Höhepunkt der Juniorinnenzeit wurde die Teilnahme an den Olympischen Jugend-Sommerspielen 2018 in Buenos Aires, bei denen erstmals im Rahmen Olympischer Spiele Beachhandball ausgetragen wurde. Beim ersten Sieg gegen Paraguay agierte van Ede unauffällig. Anders im zweiten Spiel gegen Hongkong, in dem sie mit 14 Punkten beste Werferin des Teams war, fünf Assists gab, einen Strafwurf verursachte und sich eine Zeitstrafe einhandelte. Beim Sieg gegen die Türkei zeigte van Ede einige Unkonzentriertheiten und leistete sich drei Ballverluste, für den Beachhandball eine hohe Zahl. Beim Sieg im Shootout gegen Venezuela erzielte einzig Amber van der Meij mit 14 Punkten noch zwei mehr als van Ede. Zudem gab sie drei Assists, leistete sich aber erneut auch zwei schwere Ballverluste. Beim abschließenden Sieg über die starken Gastgeberinnen agierte van Ede erneut unauffällig und wurde vor allem in der Defensive eingesetzt. Auch beim ersten Spiel in der Hauptrunde, einem 2-1-Sieg im Shootout über Chinesisch Taipeh (Taiwan) spielte sie vor allem in der Defensive und verursachte hier zwei Strafwürfe. Beim Sieg im Shootout über Kroatien blieb sie gänzlich ohne erzielten Punkt. Bei der Niederlage im Shootout gegen die Ungarinnen konnte van Ede mit acht Punkten wieder mehr Offensivaktionen zeigen. Trotz der Niederlage erreichten die Niederlande als Gruppenerste die Halbfinals. Nach einem bis dahin überzeugenden Turnier unterlagen sie hier jedoch der Mannschaft Kroatiens klar in zwei Sätzen. Van Ede spielte einmal mehr vor allem in der Defensive und verursachte hier einen Strafwurf und leistete sich einen Ballverlust. Auch das Spiel um die Bronzemedaille verloren die Niederländerinnen gegen die Vertretung Ungarns, die Dauerrivalen der letzten Jahre. In der Offensive setzte van Ede mit zwei Punkten aus vier Versuchen und einem Assist nur wenige Akzente. In der Defensive verschuldete sie erneut einen schweren Ballverlust, konnte aber auch einen Wurfversuch der Ungarinnen blocken. Mit 50 erzielten Punkten und 13 Assists war sie mittelerfolgreich, ihre drei Zeitstrafen waren der Höchstwert für ihr Team.

### Frauen

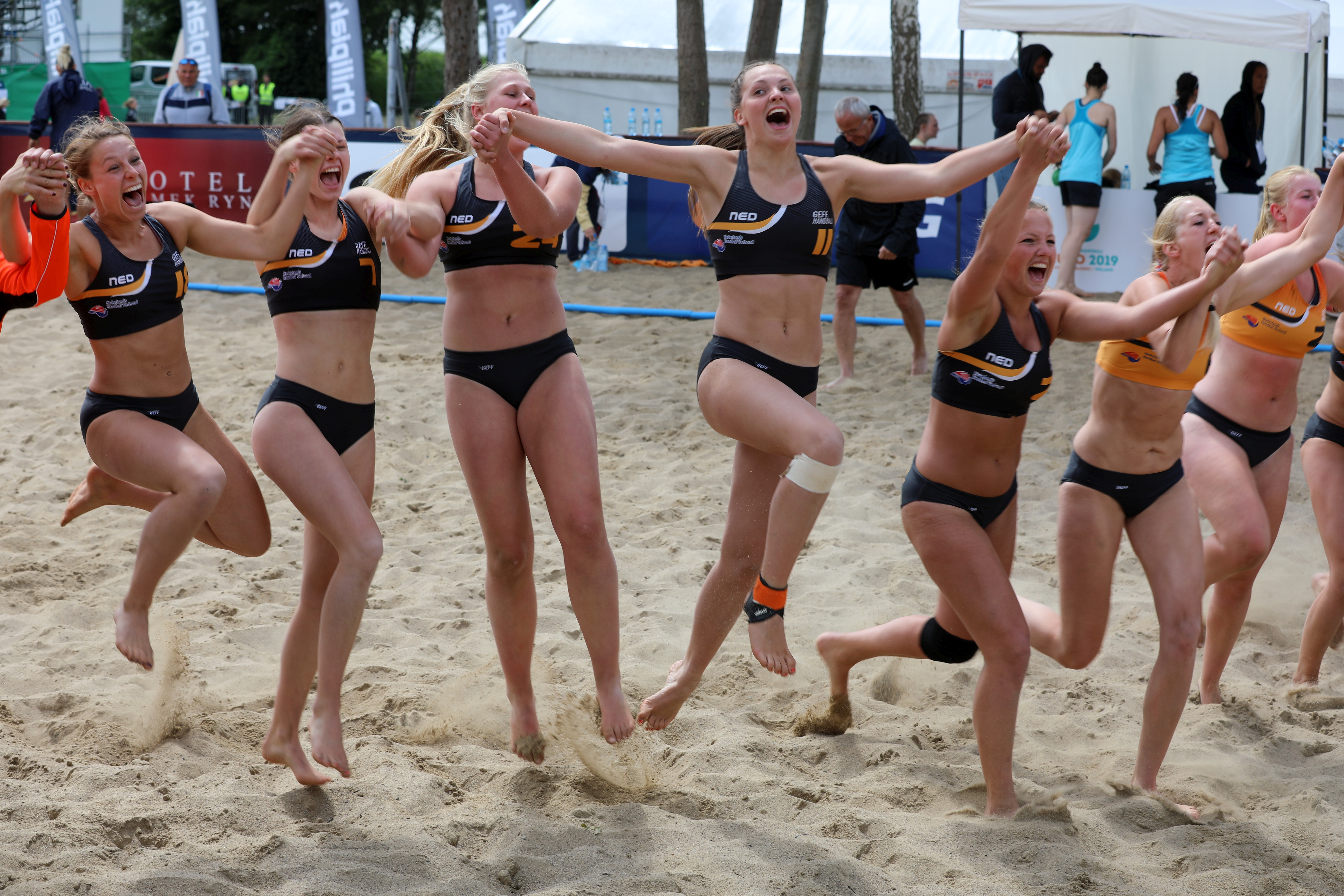
Die niederländische Mannschaft feiert den Sieg im Hauptrundenspiel über Ungarn, van Ede in der Mitte (#11)

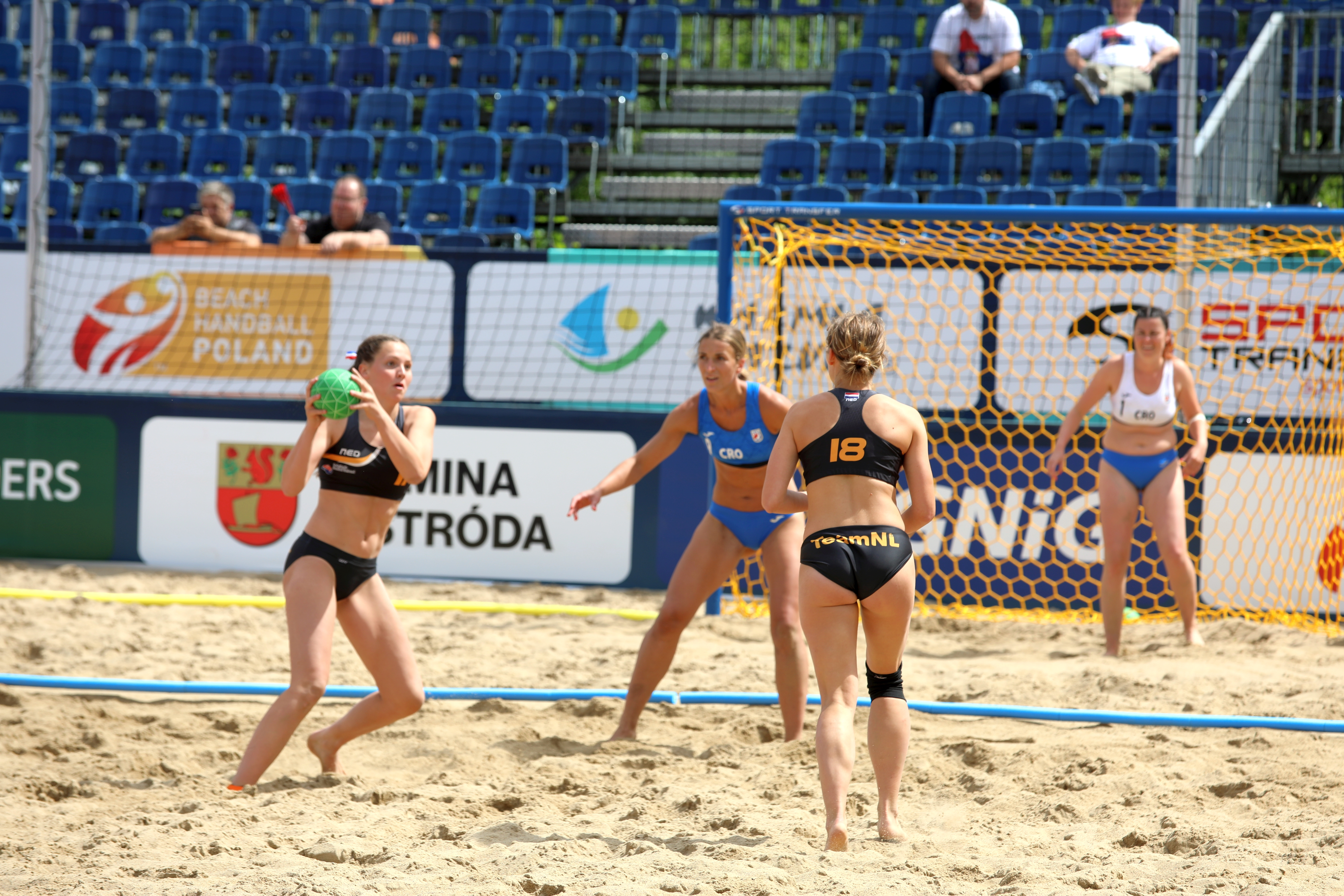
Van Ede (mit Ball) bei einem Angriff mit Teamkameradin Isabel Barnard auf das kroatische Tor im Finale der Europameisterschaften 2019; in der kroatischen Verteidigung Mirna Vučković, im Tor Simona Hajduk

Im Jahr darauf gehörte van Ede zum Kader der niederländischen Beachhandball-Nationalmannschaft der Frauen für die Beachhandball Euro 2019 in Stare Jabłonki. Wie ihre Mannschaftskolleginnen Lisanne Bakker, Amber van der Meij und Anna Buter schaffte sie damit den direkten Sprung von der Junioren- zur A-Nationalmannschaft, Lynn Klesser wurde erst unmittelbar vor dem Turnier aus dem Aufgebot gestrichen. In der Vorrunde besiegten die Niederländerinnen zunächst Rumänien und die Türkei, gegen die Türkei mit der Olympiastarterin Dilek Yılmaz im Team war van Ede mit zehn Punkten nach Krista Mol und Isabel Barnard mit je 12 Punkten drittbeste Werferin. Gegen Kroatien, das ebenfalls mit zwei Spielerinnen von den Olympischen Jugendspielen – Anja Vida Lukšić und Petra Lovrenčević – antrat, wurde im Shootout verloren. Beim folgenden Sieg im Shootout über Norwegen kam van Ede nicht zum Einsatz. Hinter Norwegen zogen die „Oranjes“ als Zweitplatzierte ihrer Vorrundengruppe in die Hauptrunde ein. Auch beim ersten Spiel in der Hauptrunde, einem klaren Sieg über Polen, wurde van Ede nicht eingesetzt. Für den Sieg gegen die langjährigen Konkurrenten aus Ungarn – auch sie starteten mit fünf Spielerinnen der Olympischen Jugendspiele, Rebeka Benzsay, Csenge Braun, Gréta Hadfi, Réka Király und Gabriella Landi – gehörte van Ede wie für die restlichen Spiele des Turniers wieder zur Mannschaft und erzielte sechs Punkte. Beim abschließenden Sieg über Portugal war sie mit elf Punkten erfolgreichste Niederländerin. Als Zweitplatzierte der Hauptrunde hinter Kroatien zogen die Niederländerinnen in die Viertelfinalspiele ein, wo sie auf Griechenland trafen, das im Shootout besiegt wurde. Im Halbfinale kam es einmal mehr zum Duell mit Ungarn, das in zwei Sätzen verloren wurde. Im abschließenden Spiel um die Bronzemedaille wurde Kroatien dieses Mal geschlagen und vor allem im ersten Durchgang fast deklassiert. Es war das einzige Spiel, in dem van Ede zum Einsatz kam, bei dem sie nicht zu den drei besten Werferinnen gehörte, sondern nur zwei Punkte erzielte. Mit 54 Punkten war sie die vierterfolgreichste Werferin ihrer Mannschaft.

## Erfolge

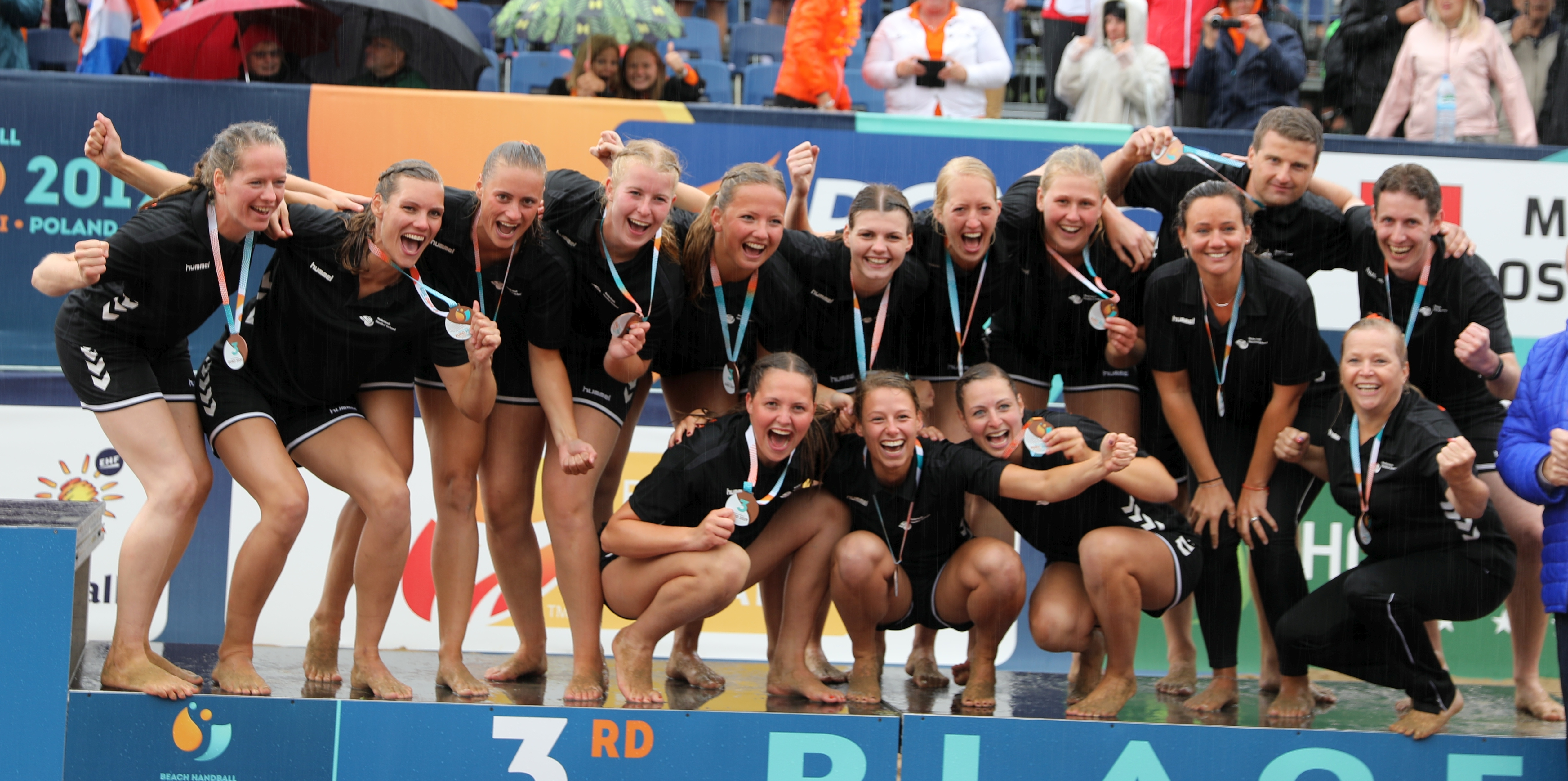
Das niederländische Team mit der Bronzemedaille bei den Europameisterschaften 2019

Europameisterschaften im Beachhandball
- 2019: Bronzemedaille

Junioren-Weltmeisterschaften im Beachhandball
- 2017: Vizeweltmeisterin

Olympische Jugendspiele
- 2018: Viertplatzierte

Junioren-Europameisterschaften im Beachhandball
- 2017: Europameisterin (U 17)
- 2018: Silbermedaille (U 18)

## Einzelbelege
1. ↑  Advance Communications: Marit van Ede derde versterking voor V&L | Handbalstartpunt - Dé handbalwebsite van Nederland. Abgerufen am 6. Juli 2020 (niederländisch).
2. ↑  Dames 1 – V&L. Abgerufen am 6. Juli 2020 (amerikanisches Englisch).
3. ↑  European Handball Federation - 2017 Women's Ech Beach Handball 17 / Match Details. Abgerufen am 6. Juli 2020 (englisch).
4. ↑  European Handball Federation - 2017 Women's Ech Beach Handball 17 / Match Details. Abgerufen am 6. Juli 2020 (englisch).
5. ↑  European Handball Federation - 2017 Women's Ech Beach Handball 17 / Match Details. Abgerufen am 6. Juli 2020 (englisch).
6. ↑  handball-world: Beach-EM: Niederlande und Spanien sichern sich Titel bei der U17. Abgerufen am 23. März 2022.
7. ↑  European Handball Federation - 2017 Women's Ech Beach Handball 17 / Match Details. Abgerufen am 6. Juli 2020 (englisch).
8. ↑  European Handball Federation - 2018 Women's ECh Beach Handball 18 / Match Details. Abgerufen am 6. Juli 2020 (englisch).
9. ↑  European Handball Federation - 2018 Women's ECh Beach Handball 18 / Match Details. Abgerufen am 6. Juli 2020 (englisch).
10. ↑  European Handball Federation - 2018 Women's ECh Beach Handball 18 / Match Details. Abgerufen am 6. Juli 2020 (englisch).
11. ↑  European Handball Federation - 2018 Women's ECh Beach Handball 18 / Match Details. Abgerufen am 6. Juli 2020 (englisch).
12. ↑  Pubble.nl: Zilver en MPV voor Beachhandbalster Marit | Zenderstreeknieuws IJsselstein Lopik. Abgerufen am 6. Juli 2020 (niederländisch).
13. ↑  Advance Communications: Nederlands Beach Handbalteam U18 gaat voor Olympisch goud! | Handbalstartpunt - Dé handbalwebsite van Nederland. Abgerufen am 30. September 2019 (niederländisch).
14. ↑  2018 Summer Youth Olympics Official Result Book Beach handball
15. ↑  European Handball Federation - 2019 Women's ECh Beach Handball / Match Details. Abgerufen am 6. Juli 2020 (englisch).
16. ↑  European Handball Federation - 2019 Women's ECh Beach Handball / Match Details. Abgerufen am 6. Juli 2020 (englisch).
17. ↑  European Handball Federation - 2019 Women's ECh Beach Handball / Match Details. Abgerufen am 6. Juli 2020 (englisch).
18. ↑  European Handball Federation - 2019 Women's ECh Beach Handball / Match Details. Abgerufen am 6. Juli 2020 (englisch).

| Personendaten    | Personendaten                     |
| ---------------- | --------------------------------- |
| NAME             | Ede, Marit van                    |
| ALTERNATIVNAMEN  | Ede, Marit Jaëlle van             |
| KURZBESCHREIBUNG | niederländische Handballspielerin |
| GEBURTSDATUM     | 26. Dezember 2001                 |
| GEBURTSORT       | Nieuwegein                        |